# Tropas de barrera
Las tropas de barrera, unidades de bloqueo o fuerzas antirretroceso son tropas que se colocan detrás de las líneas del frente durante una batalla para disparar a cualquier soldado que intente retirarse o escapar de la batalla. El ejemplo más citado de su uso viene con el Ejército Rojo.

## Ejército Nacional Revolucionario (KMT)
Durante la Batalla de Nankín, durante la segunda guerra sino-japonesa, un batallón de la 36.ª Nueva División del Ejército Nacional Revolucionario (ENR) del Kuomintang (KMT) de China, estaba estacionado en la Puerta de Yijiang, en Nankín, con órdenes de proteger la puerta y "no dejar pasar a nadie". El 12 de diciembre de 1937, la defensa del ENR colapsó ante una ofensiva del Ejército Imperial Japonés y varias unidades intentaron retirarse sin órdenes a través de la puerta. El batallón de tropas de barrera, respondió abriendo fuego y matando a un gran número de soldados del ENR que huían en retirada, y a ciudadanos chinos civiles que huían de los combates.

## Tropas de barrera en el Ejército Rojo
En el Ejército Rojo de la Unión Soviética, el concepto de las tropas de barrera surgió por primera vez en agosto de 1918 con la formación del (zagraditelnye otriady), traducido como "tropas de bloqueo" o "destacamentos antirretroceso" (en ruso: заградотряды, заградительные отряды, отряды заграждения). Las tropas de barrera estaban compuestas por personal procedente de destacamentos punitivos de la Checa o de regimientos de infantería regulares del Ejército Rojo.
El primer uso de las tropas de barrera por parte del Ejército Rojo ocurrió a finales del verano en el frente oriental durante la guerra civil rusa, del gobierno comunista bolchevique León Trotski autorizó al comandante Mijaíl Tujachevski a ordenar el bloqueo de los destacamentos detrás de regimientos de infantería del Ejército Rojo poco confiables en el 1.er Ejército Rojo, con órdenes de disparar si abandonaban o retrocedían sin permiso.
En diciembre de 1918, Trotski ordenó que se levantaran destacamentos adicionales de tropas de barrera, para el apego a cada formación de infantería en el Ejército Rojo. El 18 de diciembre telegrafió: "¿Cómo están las cosas con las unidades de bloqueo? Por lo que yo sé, no se han incluido en nuestro establecimiento y parece que no tienen personal. Es absolutamente esencial que tengamos al menos una red embrionaria de unidades bloqueadoras y que trabajemos en un procedimiento para elevarlas y desplegarlas". 
Las tropas de barrera también se usaron para imponer el control bolchevique sobre el suministro de alimentos en áreas controladas por el Ejército Rojo, un papel que pronto les ganó el odio de la población civil rusa.
El concepto fue reintroducido a gran escala durante la Segunda Guerra Mundial. El 27 de junio de 1941, en respuesta a informes de desintegración de unidades en batalla y deserción en las filas del Ejército Rojo soviético, el 3er Departamento (contrainteligencia militar del ejército soviético) del Sovnarkom de Defensa de la Unión Soviética emitió una directiva que creaba fuerzas de barrera móviles compuestas por personal del NKVD para operar en carreteras, ferrocarriles, bosques, etc. con el fin de atrapar a "desertores y personas sospechosas". A estas fuerzas se les dio el acrónimo SMERSH (del ruso Smert shpionam - Muerte a los espías). Los destacamentos SMERSH fueron creados a partir de tropas NKVD, aumentados con operativos de contrainteligencia y bajo el mando del NKVD.
Con el continuo deterioro de la situación militar frente a la ofensiva alemana de 1941, SMERSH y otros destacamentos punitivos del NKVD adquirieron una nueva misión: evitar la retirada no autorizada de las fuerzas del Ejército Rojo de la línea de batalla. Las primeras tropas de este tipo se formaron el 5 de septiembre de 1941, en el frente de Briansk.
El 12 de septiembre de 1941, Iósif Stalin emitió la Directiva Stavka n.º 1919 (Директива Ставки ВГК n.º 001919) sobre la creación de tropas de barrera en las divisiones de fusileros del frente Sudoeste, para reprimir los retiros de pánico. Cada división del Ejército Rojo debía tener un destacamento antirretroceso equipado con transporte que sumaba una compañía por cada regimiento. Su objetivo principal era mantener una estricta disciplina militar y evitar la desintegración de la línea del frente por cualquier medio, incluido el uso de ametralladoras para disparar indiscriminadamente contra el personal que retrocediera sin autorización. 
Estas tropas de barrera generalmente se formaron a partir de unidades militares ordinarias y se colocaron bajo el mando del NKVD.
En 1942, después de la creación de los batallones penales por la Directiva Stavka n.º 227 (Директива Ставки ВГК n.º 227), se utilizaron destacamentos antirretroceso para evitar la retirada o la deserción por parte de las unidades penales. 
Sin embargo, el personal de la unidad militar penal siempre fue retenido por el NKVD o el destacamento antirretroceso SMERSH, y no por las fuerzas de infantería regulares del Ejército Rojo. Según la Orden n.º 227, cada ejército debería tener de 3 a 5 escuadrones de barrera de hasta 200 personas cada uno.
Un informe al comisario general de Seguridad del Estado, Lavrenti Beria, el 10 de octubre de 1941, señaló que desde el comienzo de la guerra, las tropas antirretroceso del NKVD habían detenido a un total de 657 364 personas en retirada o en deserción, de las cuales 25.878 fueron arrestadas (de las cuales 10.201 fueron sentenciadas a muerte por consejo de guerra y el resto regresó al servicio activo).
A veces, las tropas de barrera se involucraron en operaciones de batalla junto con soldados regulares, según lo observado por Aleksandr Vasilevski en su directiva N 157338 del 1 de octubre de 1942.

## Guerra Ruso-Ucraniana
El comando del ejército ruso utiliza destacamentos chechenos como tropas de barrera para la ejecución de desertores que buscan abandonar los territorios de las hostilidades.

## En la ficción
La película de 2001 Enemy at the Gates muestra a tropas de barrera soviética del Ejército Rojo utilizando una Maxim M1910 para derribar a los pocos supervivientes en retirada de una carga fallida a una posición alemana durante la Batalla de Stalingrado.

## Otras lecturas
- Karpov, Vladimir, Russia at War: 1941–45, trans. Lydia Kmetyuk (New York: The Vendome Press (1987)
- Overy, R. J., The Dictators: Hitler's Germany and Stalin's Russia, W. W. Norton & Company (2004), ISBN 0-393-02030-4, ISBN 978-0-393-02030-4
- Органы государственной безопасности СССР в Великой Отечественной войне. Сборник документов,
  - Том 1. Книга 1. Накануне, Издательство "Книга и бизнес", (1995) ISBN 5-212-00804-2
  - Том 1. Книга 2. Накануне, Издательство "Книга и бизнес", (1995) ISBN 5-212-00805-0
  - Том 2. Книга 1. Начало, Издательство "Русь" (2000)  ISBN 5-8090-0006-1
  - Том 2. Книга 2. Начало, Издательство "Русь" (2000)  ISBN 5-8090-0007-X
  - Том 3. Книга 1. Крушение "Блицкрига", Издательство: Русь, 2003, ISBN 5-8090-0009-6
  - Том 3. Книга 2. От обороны к наступлению, Издательство: Русь, 2003, ISBN 5-8090-0021-5

- Datos: Q4183713